# 巴士站 (電影)
《巴士站》（英語：Bus Stop）是一部1956年的美國電影，由執導，、主演。

## 演員
- 飾
- 飾

## 外部連結
- 開眼電影網上《巴士站》的資料（繁體中文）
- 豆瓣电影上《巴士站》的資料 （简体中文）
- 时光网上《巴士站》的資料（简体中文）
- AllMovie上《巴士站》的资料（英文）
- 爛番茄上《巴士站》的資料（英文）
- TCM电影资料库上《巴士站》的资料（英文）
- 互联网电影数据库（IMDb）上《巴士站》的资料（英文）